# Doris Svedlund
Doris Svedlund (Estocolmo, 11 de diciembre de 1926-Gotemburgo, 7 de septiembre de 1985) fue una actriz teatral, cinematográfica y televisiva sueca. 

## Biografía
Nacida en Estocolmo, Suecia, su nombre completo era Doris Eugenia Svedlund. Hija de un jardinero, se crio en el barrio de Södermalm de su ciudad natal. Su interés por la actuación se inició en la infancia, estudiando en 1943 y 1944 en la escuela teatral de Gösta Terserus. Posteriormente estudió en la escuela del Teatro Dramaten, el cual la contrató posteriormente. En 1946 actuó como Eleonora en la obra de August Strindberg Påsk, y ese mismo año debutó en el cine con När ängarna blommar.
Svedlund trabajó en el Dramaten hasta 1961, año en el cual fue a actuar a Gotemburgo. Entre 1961 y 1964 actuó en el Folkteatern de esa ciudad, pasando después al Göteborgs stadsteater, en el cual continuó hasta 1985, año de su muerte. Su último papel fue el de Titania en la pieza de Botho Strauss Parken.
Doris Svedlund falleció en Gotemburgo, Suecia, en 1985. Fue enterrada en el Cementerio Västra kyrkogården de esa ciudad. En 1952 había sido recompensada con el premio Gösta Ekman. Había estado casada con el actor Sören Alm.

## Teatro
- 1949 : Lycko-Pers resa, de  August Strindberg, escenografía de Göran Gentele, Dramaten
- 1950 : Brand, de Henrik Ibsen, escenografía de Alf Sjöberg, Dramaten
- 1950 : La loca de Chaillot, de  Jean Giraudoux, escenografía de Olof Molander, Dramaten
- 1950 : Erik XIV, de August Strindberg, escenografía de Alf Sjöberg, Dramaten
- 1951 : Det hände i Marseille, de Marcel Pagnol, escenografía de Erik Berglund, Riksteatern[2]
- 1961 : Mamma San, de Leonard Spigelgass, escenografía de Per Gerhard, Vasateatern[3]
- 1961 : Miraklet, de William Gibson, escenografía de Per Gerhard, Vasateatern[4]
- 1980 : Fullmakten, de Nikolaj Erdman, escenografía de Ernst Günther, Göteborgs stadsteater[5]

## Teatro radiofónico
- 1953 : Midsommar, de August Strindberg, dirección de Palle Brunius[6]

## Filmografía
- 1946 : När ängarna blommar
- 1949 : Prisión
- 1949 : Smeder på luffen
- 1949 : Bohus Bataljon
- 1950 : Den vita katten
- 1951 : Frånskild
- 1952 : Möte med livet
- 1952 : Kärlek
- 1954 : Gud Fader och tattaren
- 1954 : Café Lunchrasten
- 1954 : När man löper julklappar
- 1954 : Blondie, Biffen och Bananen
- 1954 : Foreign Intrigue (TV)
- 1955 : Våld
- 1955 : Ute blåser sommarvind
- 1955 : Paradiset
- 1955 : Ensam
- 1955 : Leka med elden
- 1956 : Moln över Hellesta
- 1956 : Den långa julmiddagen
- 1957 : Möten i skymningen
- 1958 : Påsk
- 1960 : En av sju
- 1960 : En löskekarl
- 1960 : Diana går på jakt
- 1961 : Dacke
- 1961 : Frisöndag
- 1962 : På jakt efter lyckan
- 1962 : Dödens arlekin
- 1962 : Halsduken (TV)
- 1967 : Grannar (TV)
- 1968 : Slättemölla by (TV)
- 1972 : Mannen från andra sidan
- 1975 : Kulstötaren
- 1977 : Lära för livet (TV)
- 1978 : Strandfyndet (TV)
- 1978 : Streber
- 1984 : Vargen
- 1985 : Rid i natt! (TV)
- 1986 : Gösta Berlings saga (TV)